# 福江俊喜
福江 俊喜（ふくえ としき、1940年8月14日 - ）は、日本の教育者。労働運動家。

## 経歴・人物
山口県阿武郡地福村（現・山口市）出身。1959年3月山口県立山口高等学校卒業（第65期）、1963年3月山口大学文理学部東洋史学専攻卒業。同年、山口県立柳井商工高等学校非常勤講師、1964年 同校教諭に就任。以後、山口県立徳佐高等学校、山口県立田布施農業高等学校、山口県立徳山商業高等学校教諭を歴任。山口県高校生交流集会事務局長。1989年 - 2001年 山口県高等学校教員組合（県高教組）執行委員長、1994年 - 2003年 山口県労働組合総連合議長を務めた。

## 平和活動への道
- 未来の子供達の為に核兵器のない平和活動運動に貢献[1]。
- 2013年、9月 - 平和活動（第39回山口原爆死没者追悼・平和式典）[2]にて、原水爆禁止山口県協議会筆頭代表理事として、参加。

## 選挙
- 2004年 山口県知事選挙に日本共産党推薦で立候補、落選（無所属現職二井関成に敗れる）
- 2008年 山口県知事選挙に日本共産党推薦で立候補、落選（二井に連敗）